# Орикса
Орикса (лат. Orixa) — род деревянистых растений семейства Рутовые (Rutaceae). Включает единственный вид — Орикса японская (Orixa japonica).

## Ботаническое описание

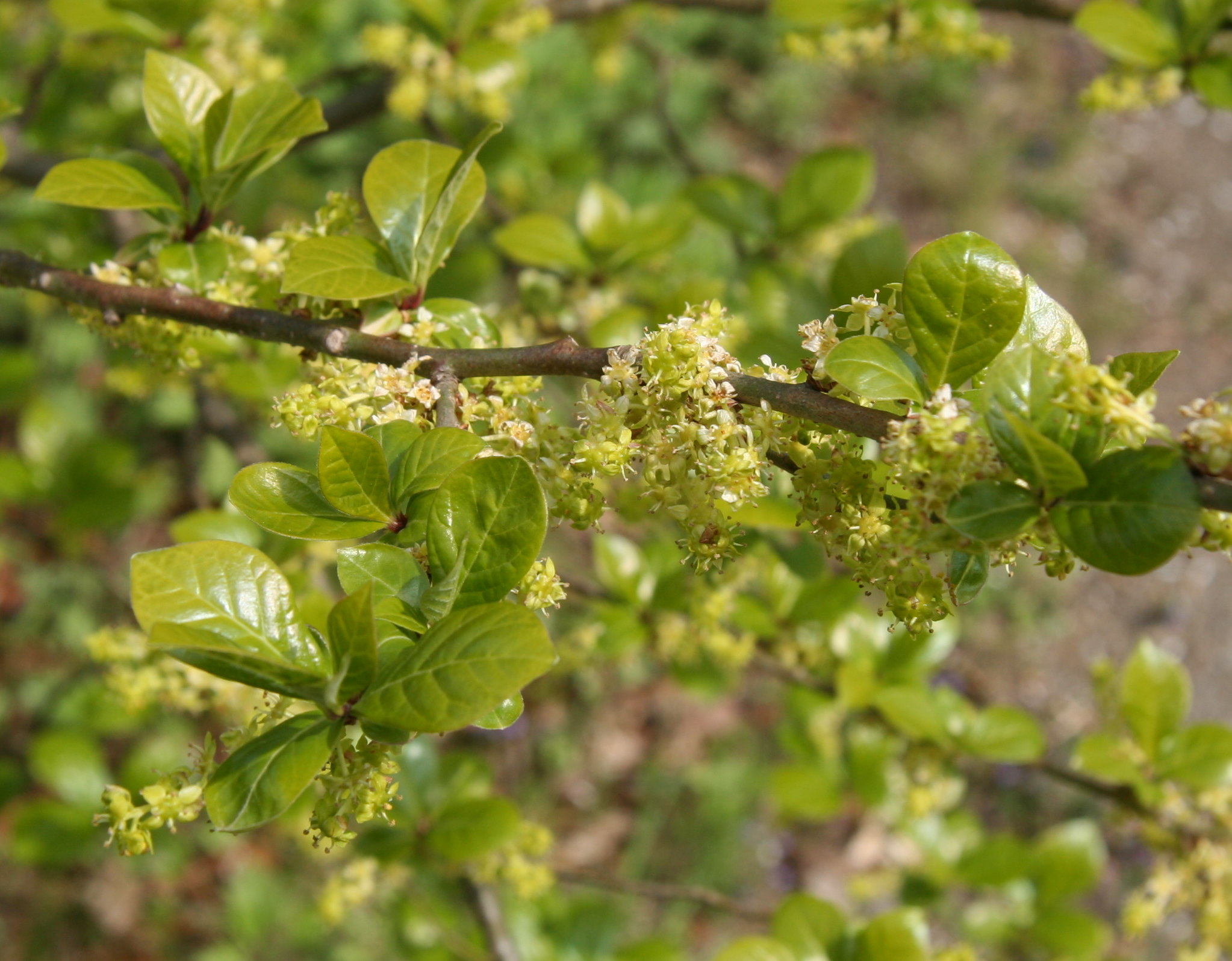
Цветки

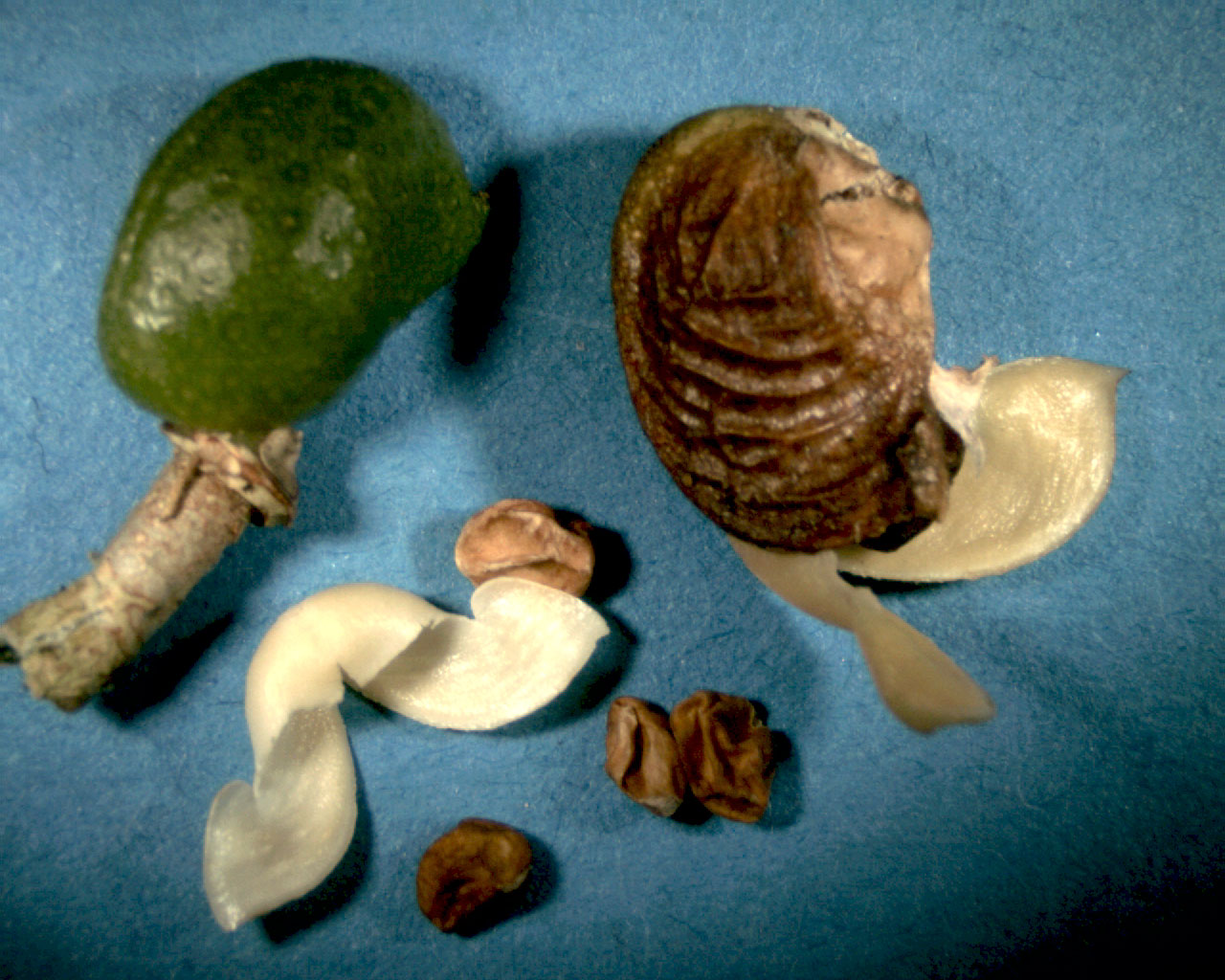
Плоды

Листопадный кустарник, высотой до 3 метров. Кора сероватая. Очерёдные, эллиптические или перевернуто-яйцевидные, цельнокрайные листья длиной от 5 до 12 см и шириной от 3 до 7 см, тёмно-зелёные сверху и несколько светлее снизу. Черешок длиной от 0,5 до 1 см. При растирании листья выделяют аромат. Orixa japonica демонстрирует своеобразную филлотаксию, которая получила название «Тип Orixa». Последовательность листьев следующая: маленький лист на левой стороне, большой лист на левой стороне, маленький лист на правой стороне, большой лист на правой стороне и т. д., причём большие листья появляются больше на верхней стороне горизонтально растущих побегов, а маленькие листья — на нижней стороне. Осенью листья желтеют.
Двудомный вид. Однополые цветки развиваются в апреле — мае, женские цветки одиночные, а мужские — в небольших соцветиях. Все цветки зеленоватого цвета и имеют четыре зубца. Четыре яйцевидных чашелистика сросшиеся у основания. Четыре эллиптических и крышевидных лепестка имеют длину всего 3 мм. В мужских цветках имеется только один круг с четырьмя тычинками. В женских цветках четыре карпеля свободны. Короткие стилеты частично сросшиеся и заканчиваются четырьмя рыльцевыми ветвями.
Плод, зеленоватый в недозрелом состоянии, позже становится коричневатым, при созревании распадается на три или четыре 8-10 мм части плода (разделенные капсулы) — во Флоре Китая плод описывается как поделённый от одного до четырёх сильфонных плодов, сросшихся только у основания. Каждый из них содержит только одно чёрное, шаровидное семя, размером около 4 мм, которое, подобно диптамам, распространяется автохорно за счет гигроскопического натяжения.
Число хромосом 2n = 18.

## Распространение и среда обитания
Вид встречается в Японии, Южной Корее и китайских провинциях: Аньхой, Фуцзянь, Гуйчжоу, южная Хэнань, Хубэй, северо-западная Хунань, Цзянсу, Чжэцзян и др. Произрастает в лесах, зарослях и на солнечных склонах на высоте от 500 до 1300 м..

## Химический состав
В Orixa japonica обнаружены фуранокумарины псорален, бергаптен и ксантотоксин, концентрация которых в исследовании Zobel & Brown (1990) является второй по величине после Ruta graveolens.